# Abiszaj
Abiszaj – postać biblijna ze Starego Testamentu.
Spokrewniony z królem Dawidem, brat Joaba; jeden z generałów Dawida. Patrz: 1 Sm 26,6-12 i 2 Sm 10,910; 16,9.11-12; 18,2.